# 스카가와역
스카가와역(일본어: 須賀川駅)은 일본 후쿠시마현 스카가와시에 있는 동일본 여객철도 도호쿠 본선의 역이다. 단선 승강장 2면 2선의 구조를 지닌 지상역이다.

## 타는 곳
| 1 | ■ 도호쿠 본선 | (상행) | 야부키 · 시라카와 · 신시라카와 · 구로이소 방면 |
| 2 | ■ 도호쿠 본선 | (하행) | 고리야마 · 니혼마쓰 · 후쿠시마 방면            |

## 이용 현황
| 연도     | 하루 평균 승차 인원 |
| 2000년도 | 2,311               |
| 2001년도 | 2,378               |
| 2002년도 | 2,344               |
| 2003년도 | 2,337               |
| 2004년도 | 2,323               |
| 2005년도 | 2,285               |
| 2006년도 | 2,328               |
| 2007년도 | 2,272               |
| 2008년도 | 2,257               |
| 2009년도 | 2,257               |
| 2010년도 | 2,247               |
| -------- | ------------------- |

## 역 주변
- 스카가와 시청
- 가스트 스카가와 점
- 후쿠시마 교통 스카가와 영업소
- 아부쿠마강
- 도호쿠 자동차도 스카가와 나들목
- 국도 제4호선
- 국도 제118호선

## 인접 정차역
| 도호쿠 본선              | 도호쿠 본선   | 도호쿠 본선                  |
| ------------------------ | ------------- | ---------------------------- |
| 가가미이시 구로이소 방면 | ■ 도호쿠 본선 | 아사카나가모리 후쿠시마 방면 |